# Säkkijärven Polkka
Säkkijärven polkka ("the Säkkijärvi polka"), hay còn được gọi là "Karelian-Finnish Polka," là một giai điệu dân gian nổi tiếng của Phần Lan, đặc biệt là đối với những nghệ sĩ chơi đàn accordion của nước này. Nó trở nên đặc biệt phổ biến bởi Viljo Vesterinen(1907–1961). Giai điệu này được thu âm lần đầu ở Säkkijärvi (nay là Kondratyevo thuộc Leningrad Oblast, Nga), lời của giai điệu đôi khi nhằm ám chỉ vùng đất Säkkijärvi có thể bị chiếm mất, nhưng điệu Polka này thì vẫn luôn thuộc về đất nước Phần Lan.

## Sử dụng trong quân sự
Trong cuộc Chiến tranh tiếp diễn, quân đội Phần Lan đã phát hiện quân Liên Xô rải mìn điều khiển bằng radio khắp thành phố bị tái chiếm là Viipuri. Số mìn này đã được thiết kế để phát nổ khi một hợp âm ba nốt được chơi trên các tần số radio, gây ra ba dĩa chỉnh (mỗi quả mìn được đặt một hợp âm khác nhau) rung lên cùng một lúc. Khi quân đội và các chuyên gia Yleisradio khám phá ra cách hoạt động của những quả mìn này, một máy phát di động Yleisradio đã được đưa tới Viipuri, và giai điệu polka của Vesterinen đã được phát lên cùng với tần số của các quả mìn. Bài hát đã được chơi liên tục khoảng 1,500 lần vào đầu mùa xuân năm 1941, sau đó thiết bị thay thế đã được sử dụng để tiếp tục gây nhiễu hoạt động các radio điều khiển cho đến ngày 2 tháng 2 năm 1942.

## Khác
Säkkijärven polkka cũng là tên một bộ phim nổi tiếng được đạo diễn bởi Viljo Salminen (1908–1992) vào năm 1955.
Ban nhạc Leningrad Cowboys đã chơi bài hát này vào năm 1989 trong bộ phim Leningrad Cowboys Go America.
Một phiên bản điện tử của bài hát, có tiêu đề Hardcore of the North đã xuất hiện trong video game âm nhạc In the Groove hay trò chơi IDance and iDance2.
Bài hát cũng được sử dụng trong bộ phim hoạt hình sản xuất năm 2015 của Nhật Bản là Girls und Panzer der Film.

## Lời bài hát
| Lời bài hát tiếng Phần Lan | Lời bài hát tiếng Việt |
| --- | --- |
| On kauniina muistona Karjalan maa, Mutta vieläkin syömmestä soinnahtaa, Kun soittajan sormista kuulla saa, Säkkijärven polkkaa! Se polkka taas menneitä mieleen tuo Ja se outoa kaipuuta rintaan luo. Hei, soittaja, haitarin soida suo Säkkijärven polkkaa! Nuoren ja vanhan se tanssiin vie, Ei sille polkalle vertaa lie! Sen kanssa on vaikka mierontie Säkkijärven polkkaa! Siinä on liplatus laineitten, Siinä on huojunta honkien. Karjala soi - kaikki tietää sen - Säkkijärven polkkaa! Tule, tule tyttö, nyt kanssani tanssiin, Kun polkka niin herkästi helkähtää. Hoi! Hepo surkoon ja hammasta purkoon, Kun sillä on ihmeesti suurempi pää! Tule, tule, tyttö, nyt kanssani tanssiin Kun meillä on riemu ja suvinen sää! Säkkijärvi se meiltä on pois, Mutta jäi toki sentään polkka! Kun rakkaimmat rannat on jääneet taa, Niin vieraissa kulkija lohdun saa, Kun kuuntelee soittoa kaihoisaa: Säkkijärven polkkaa! Se polkka on vain, mutta sellainen, Että tielle se johtavi muistojen. On sointuna Karjalan kaunoisen: Säkkijärven polkka! Nuoren ja vanhan se tanssiin vie, Ei sille polkalle vertaa lie! Sen kanssa on vaikka mierontie Säkkijärven polkkaa! Siinä on liplatus laineitten, Siinä on huojunta honkien. Karjala soi - kaikki tietää sen - Säkkijärven polkkaa! Tule, tule tyttö, nyt kanssani tanssiin, Kun polkka niin herkästi helkähtää. Hoi! Hepo surkoon ja hammasta purkoon, Kun sillä on ihmeesti suurempi pää! Tule, tule, tyttö, nyt kanssani tanssiin Kun meillä on riemu ja suvinen sää! Säkkijärvi se meiltä on pois, Mutta jäi toki sentään polkka! Kun rakkaimmat rannat on jääneet taa, Niin vieraissa kulkija lohdun saa, Kun kuuntelee soittoa kaihoisaa: Säkkijärven polkkaa! Se polkka on vain, mutta sellainen, Että tielle se johtavi muistojen. On sointuna Karjalan kaunoisen: Säkkijärven polkka! | Vùng đất Karelia chỉ là một kỷ niệm đẹp, nhưng âm nhạc vẫn vang lên từ trái tim, khi ngón tay của nhạc sĩ cho phép bạn nghe, Säkkijärvi polka! Điều đó mang đến cho quá khứ và tạo ra một khao khát kỳ lạ trong ngực. Này, nhạc sĩ, hãy để đàn accordion chơi Säkkijärvi polka! Nó đưa người trẻ và người già nhảy múa, Không gì có thể so sánh với polka đó! Với nó thậm chí sống mà không có mái nhà nữa là Säkkijärvi polka! Nó có sự gợn sóng của sóng, Nó có sự lung lay của những cây thông. Âm thanh Karelia - mọi người đều biết - Säkkijärvi polka! Hãy đến, cô gái, nhảy với tôi bây giờ, khi điệu polka rất tinh tế. Ôi! Hãy để con ngựa than thở và nghiến răng, khi nó có cái đầu lớn hơn! Đến, đến đây, cô gái, nhảy với tôi bây giờ khi chúng ta có niềm vui và thời tiết mùa hè! Chúng tôi đã mất Säkkijärvi, nhưng chúng tôi vẫn còn polka! Khi những sợi dây thân yêu nhất bị bỏ lại, một kẻ lang thang ở những nơi xa lạ tìm thấy sự an ủi, khi nghe những bản nhạc đăm chiêu: Säkkijärvi polka! Nó chỉ là điệu polka, nhưng các loại, dẫn đến con đường của ký ức. Âm thanh của Karelia xinh đẹp là: Säkkijärvi polka! Nó đưa người trẻ và người già nhảy múa, Không gì có thể so sánh với polka đó! Với nó thậm chí sống mà không có mái là Säkkijärvi polka! Nó có sự gợn sóng của sóng, Nó có sự lung lay của những cây thông. Âm thanh Karelia - mọi người đều biết - Säkkijärvi polka! Hãy đến, cô gái, nhảy với tôi bây giờ, khi polka jingles rất tinh tế. Ôi! Hãy để con ngựa than thở và nghiến răng, khi nó có cái đầu lớn hơn! Đến, đến đây, cô gái, nhảy với tôi bây giờ khi chúng ta có niềm vui và thời tiết mùa hè! Chúng tôi đã mất Säkkijärvi, nhưng chúng tôi vẫn còn polka! Khi những sợi dây thân yêu nhất bị bỏ lại, một kẻ lang thang ở những nơi xa lạ tìm thấy sự an ủi, khi nghe những bản nhạc đăm chiêu: Säkkijärvi polka! Nó chỉ là điệu polka, nhưng các loại, dẫn đến con đường của ký ức. Âm thanh của Karelia xinh đẹp là: Säkkijärvi polka! |

## Liên kết mở rộng
- A MIDI of Säkkijärven polkka Lưu trữ ngày 2 tháng 5 năm 2015 tại Wayback Machine